# Công viên cảnh quan khu vực Nadsiansky
Công viên cảnh quan khu vực Nadsiansky là một công viên cảnh quan khu vực nằm tại Turka, phía tây nam tỉnh Lviv của Ukraina, gần biên giới với Ba Lan. Nó là một phần của khu dự trữ sinh quyển xuyên quốc gia Đông Carpath. Công viên được thành lập nhằm duy trì khu vực tự nhiên và chế độ thủy văn của sông San, một nhánh của sông Wisła. Địa hình của công viên bị chi phối bởi Cao nguyên Stryi-San.

## Động thực vật
Công viên này là nơi có hơn 750 loài thực vật có mạch, trong đó có 50 loài quý hiếm được bảo vệ như là Tần bì châu Âu, Du Scotch, Đoạn lá nhỏ, Lý chua lông, Hoàng mộc. Có hơn 30 loài được liệt kê trong Sách Đỏ của Ukraina như Thạch tùng nhiều hoa, Thạch tùng phương Bắc, Tỏi gấu, Hoa tuyết, Lan cánh bướm nhỏ.
Do những thay đổi đáng kể trong cấu trúc cảnh quan tự nhiên, thành phần các loài động vật tương đối nghèo nàn. Một số loài được tìm thấy tại đây gồm Kỳ giông lửa, Rắn viper châu Âu, Rắn cỏ, Đại bàng đốm nhỏ, Cú đại bàng, Hạc trắng, Hạc đen, Lợn rừng, Hươu đỏ, Hoẵng Siberia, Hải ly. Một số loài khác đôi khi cũng được bắt gặp là Gấu nâu, Sói xám, Chồn thông châu Âu, Lửng châu Âu, Mèo rừng và Linh miêu.